# ایران: مجله انجمن ایرانشناسی بریتانیا
ایران: مجله انجمن ایرانشناسی بریتانیا (به انگلیسی: Iran: Journal of the British Institute of Persian Studies) نشریه سالانه داوری همتا شده است که موضوع‌های ایران‌شناسی را پوشش می‌دهد. اولین ویراستار این مجله لارنس لاکهارت بود. دیگر ویراستاران این نشریه، جورجینا هرمان، کلیفورد ادموند باسورث، وستا سرخوش کرتیس و کامرون پتری می باشند. این نشریه با مشارکت افرادی چون لوئیس لوین، اینا مدودسکایا، راجر موری و مایکل روف، تئودور کایلر یانگ و ران زادوک منتشر می‌شد.